# Cryptachaea pura
Cryptachaea pura là một loài nhện trong họ Theridiidae.
Loài này thuộc chi Cryptachaea. Cryptachaea pura được Octavius Pickard-Cambridge miêu tả năm 1894.